# Cesanese del Piglio frizzante
Il Cesanese del Piglio frizzante è un vino che, nel passato (dal 1973 al 2011), ha usufruito della menzione DOC. Come tale veniva prodotto in una zona ristretta della provincia di Frosinone. Dopo il 2011 le eventuali ulteriori produzioni non potranno più fregiarsi di tale riconoscimento.

## Caratteristiche organolettiche
- colore: rosso rubino tendente al granato con l'invecchiamento.
- odore: delicato, caratteristico del vitigno di base.
- sapore: morbido, leggermente amarognolo.

## Produzione
Provincia, stagione, volume in ettolitri
- nessun dato disponibile